# بطولة أمريكا المفتوحة 1980 - الزوجي المختلط
في بطولة أمريكا المفتوحة 1980 - الزوجي المختلط فاز كل من ويندي تيرنبول ومارتي رسن على بيتي ستوف وفريو ماكميلان في المباراة النهائية بنتيجة 7–5، 6–2.

## التوزيع
1. ويندي تيرنبول /  مارتي رسن (البطولة)
2. بيتي ستوف /  فريو ماكميلان (النهائي)
3. آن سميث /  كيفن كارن (نصف النهائي)
4. جرير ستيفنز /  بوب هيويت (ربع النهائي)
5. روزماري كاسالس /  أناند أمريتراج (الجولة الأولى)
6. كاندي رينولدز /  ستيف دينتون (نصف النهائي)
7. آن كيمورا /  توم ليونارد (كرة مضرب) (ربع النهائي)
8. بيتسي ناجيلسين /  فرانسيسكو غونزاليس (تنس) (الجولة الأولى)

## المباريات

### مفتاح
- Q = متأهل Qualifier
- WC = وايلد كارد Wild Card
- LL = خاسر محظوظ Lucky Loser
- Alt = بديل Alternate
- SE = Special Exempt
- PR = تصنيف محمي Protected Ranking
- w/o = فوز سهل Walkover
- r = انسحاب Retired
- d = Defaulted
- SR = Special ranking
- ITF = ITF entry
- JE = Junior exempt

### النهائي
| النهائي |                         |   |   |  |
|         |                         |   |   |  |
|         |                         |   |   |  |
| 1       | ويندي تيرنبول مارتي رسن | 7 | 6 |  |
| 2       | بيتي ستوف فريو ماكميلان | 5 | 2 |  |